# ZbMATH
zbMATH, în trecut Zentralblatt MATH și Zentralblatt für Mathematik und ihre Grenzgebiete, este o bază de date de lucrări din domeniul matematicii și a științelor adiacente fizică, chimie și astronomie. 
Conține câteva sute de mii de rezumate de lucrări din aceste domenii, în diferite formate. În ea se fac referințe la circa 500 de reviste de matematică elementară. Este gestionată de institutul  „FIZ Karlsruhe” din Germania.
Căutarea se poate face după autor, titlu, an de publicare sau și după sursă (revistă sau carte):   
- ti  title  Indicele titlului original sau tradus
- la  language  Indicele ISO 639-1 alpha-2 codul limbii (EN, DE, ...)
- so  source  Indicele sursei: data, revista, titlul seriei, volume și număr, pagina, editor, și anul apariției
- py  year  Indicele anului publicării
- dt  doctype  Indicele tupului de  document (j, b, a): j = articol în revistă; b = carte; a = articol în carte.